# Maurice Grammont
Maurice Grammont (* 15. April 1866 in Damprichard; † 17. Oktober 1946 in Montpellier) war ein französischer Romanist, Indogermanist, Phonetiker und Dialektologe.

## Leben und Werk
Grammont studierte in Freiburg (bei Rudolf Thurneysen), Berlin (bei Johannes Schmidt) und Paris bei (Michel Bréal, Arsène Darmesteter, Jules Gilliéron, Gaston Paris, Henri d’Arbois de Jubainville und Ferdinand de Saussure). Er habilitierte sich mit den Schriften La Dissimilation consonantique dans les langues indo-européennes et dans les langues romanes und De liquidis sonantibus indagationes aliquot (beide Dijon 1895). Von 1892 bis 1895 lehrte er Linguistik in Dijon, von 1895 bis 1939 hatte er den Lehrstuhl für Grammatik und Philologie an der Universität Montpellier inne. In Montpellier gründete er 1905 (unter dem Einfluss des abbé Jean-Pierre Rousselot) das Laboratoire de phonétique expérimentale und gab die Revue des langues romanes heraus. Antoine Meillet war ihm Mentor und Freund.
Seit 1936 war er Mitglied der Académie des Inscriptions et Belles-Lettres.

## Weitere Werke
- Le patois de la Franche-Montagne et en particulier de Damprichard (Franche-Comté), Paris 1901
- Le Vers français, ses moyens d’expression, son harmonie, Paris 1904
- Petit traité de versification française, Paris 1911
- La prononciation française et comment se prononce le français, Paris 1913
- Traité pratique de prononciation française, Paris 1914
- Traite de phonétique, Paris 1933 [Hauptwerk]
- Phonétique du grec ancien, Lyon/Paris 1948
- Essai de psychologie linguistique, style et poésie, Paris 1950